# Dipodarctus subterraneus
Espèce
Synonymes
- Halechiniscus subterraneus Renaud-Debyser, 1959

Dipodarctus subterraneus est une espèce de tardigrades de la famille des Halechiniscidae.

## Distribution
Cette espèce se rencontre dans l'océan Atlantique aux Bahamas, au Brésil et aux Féroé, dans la mer Méditerranée en Italie et à Malte, dans la mer Noire en Turquie et dans l'océan Indien aux Maldives et aux Seychelles.

## Publication originale
- Renaud-Debyser, 1959 : Études sur la faune interstitielle des Îles Bahamas. III. Tardigrades. Vie et Milieu, vol. 10, p. 297–302.